# ヘートヴィヒ・エリーザベト・フォン・デア・プファルツ
ヘートヴィヒ・エリーザベト・アメーリア・フォン・デア・プファルツ（Hedwig Elisabeth Amelia von der Pfalz, 1673年7月18日 - 1722年8月11日）は、ドイツのプファルツ＝ノイブルク家の公女。

## 生涯
プファルツ選帝侯フィリップ・ヴィルヘルムとその妻でヘッセン＝ダルムシュタット方伯ゲオルク2世の娘であるエリーザベト・アマーリアの間の第15子、7女として生まれた。1691年2月25日にワルシャワにおいて、ポーランド王ヤン3世ソビェスキの長男ヤクプ・ルドヴィク・ソビェスキと結婚した。ヘートヴィヒの花嫁持参金は、ノイブルクの等族たちの献金で用意された。
長姉エレオノーレ・マグダレーネの夫である神聖ローマ皇帝レオポルト1世は、義妹ヘートヴィヒ夫婦に、40万グルデンでシュレージエンのオーラウの所領を抵当物件として与えた。オーラウ城の城主となったヤクプ夫妻が同市のために尽くしたおかげで、オーラウの町は飛躍的に発展した。またヘートヴィヒはピリツァの町に城を建てている。
ヘートヴィヒ・エリーザベトは1722年に49歳で亡くなり、ブレスラウ大聖堂（ヴロツワフ大聖堂）に葬られた。

## 子女
夫ヤクプとの間に5人の娘をもうけた。
- マリア・レオポルディナ（1693年 - 1695年）
- マリア・カジミェラ（1695年 - 1723年） - 修道女
- マリア・カロリナ（1697年 - 1740年） - 1723年にフレデリック＝モーリス・ド・ラ・トゥール・ドーヴェルニュと結婚、1724年にブイヨン公爵シャルル＝ゴドフロワ・ド・ラ・トゥール・ドーヴェルニュ（前夫の弟）と再婚
- マリア・クレメンティナ（1702年 - 1735年） - 1719年にジャコバイト王位請求者ジェームズ・フランシス・エドワード・ステュアートと結婚
- マリア・マグダレナ（1704年）